# Lyng, Norfolk
Lyng är en by och en civil parish i Breckland, Norfolk, England. Orten hade 806 invånare. (2001)